# Club Social y Deportivo Merlo
El Club Social y Deportivo Merlo, o simplemente Merlo, es un club de fútbol argentino, fundado en Merlo, Buenos Aires, el 8 de octubre de 1954, hace de local en el Estadio José Manuel Moreno. Actualmente juega en la Primera B, tercera división del fútbol argentino para los clubes directamente afiliados a la AFA.
En 2009 ascendió a la B Nacional tras ganar los 2 partidos jugados contra Los Andes ambos con el resultado de 1 a 0. El 15 de junio de 2013 descendió a la B Metropolitana tras perder 1 a 0 contra Rosario Central. Su logro más grande es haber jugado en el Nacional B, donde se encontraría con grandes equipos como River Plate, Belgrano, Instituto, Rosario Central, Unión, Banfield, Gimnasia, Huracán, Atlético Tucumán, entre otros, además de disputar partidos amistosos contra Atlético Nacional y Racing Club. 
También forma parte de su máximo logró haber ganado la Copa Carlos Gardel en el año 2010 y haber llegado a semifinales de la Copa Argentina 2011-12 en la cual perdió por penales ante Boca Juniors.

## Historia
Con el nombre de 9 de Julio, en 1956 comenzó a participar en la Tercera división de Ascenso de la AFA. En 1968 fue cambiado el nombre de la entidad por Club Social y Deportivo Merlo y un año después —gracias a la gestión del por entonces intendente de Merlo, Luis Monetti— obtuvo el terreno donde construyó el actual estadio de fútbol.

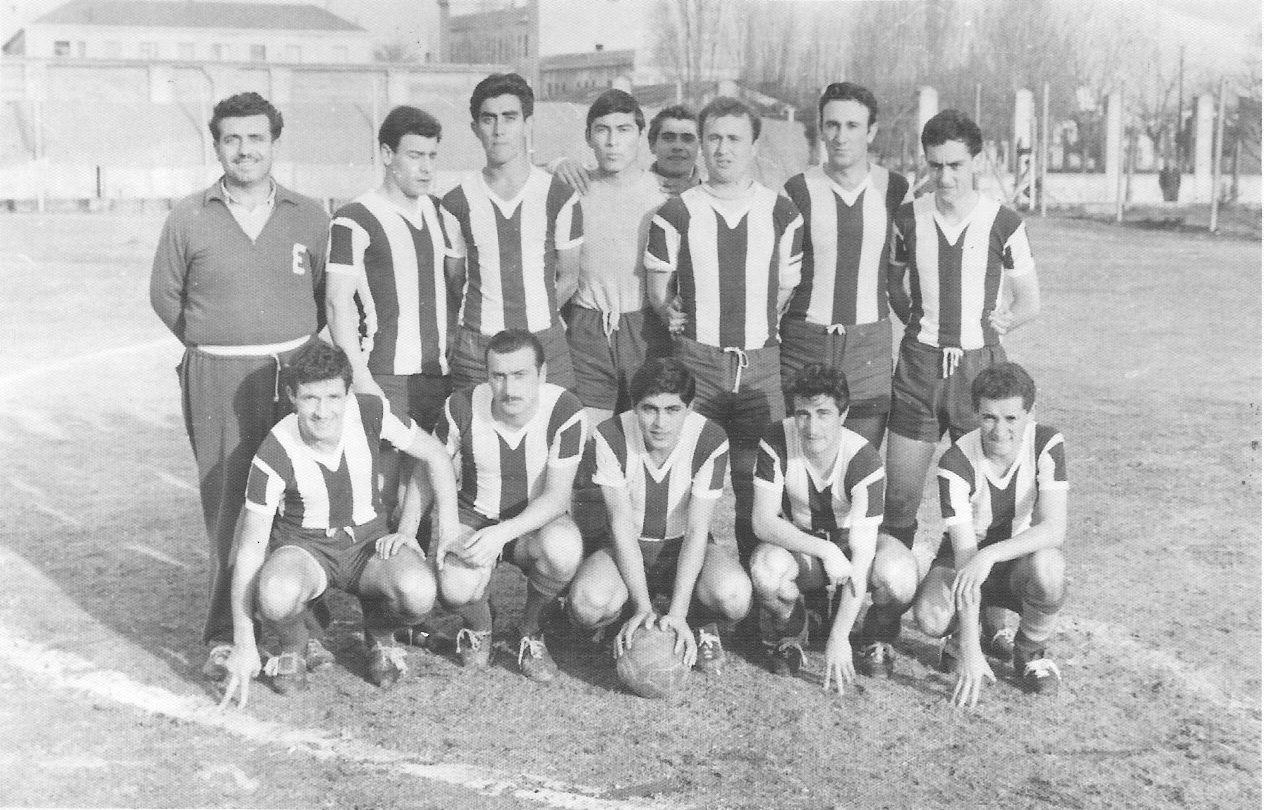
La escuadra del equipo de fútbol del Club 9 de Julio, posteriormente conocido como Deportivo Merlo, década de 1950. Con el buzo de entrenador, el Sr. Giardini.

Su primera sede funcionó en la carnicería Mercadito Claudio, propiedad de Héctor Francisco Pérez, en la esquina de Aristóbulo del Valle y Remedios de Escalada, Parque San Martín. La esquina fue bautizada como La Carpa porque en la década del '50 un grupo de inmigrantes holandeses se instalaron allí utilizando ese elemento.
El pasar de los años hizo que en 1968 la AFA decretara que debían desaparecer los clubes sin estadios, ni socios. Ante esta situación este grupo de jóvenes viendo que sus sueños se esfumaban, buscaron la forma de mantenerlo en pie. Para ello recurrieron a Raúl de León, vecino de la zona y arquero que jugó en 1ª división y en el exterior. Gracias a su experiencia y conocimientos, pudo realizar gestiones que le permitieron obtener un plazo de 4 meses ante el presidente de la AFA, en ese entonces, Valentín Suárez. En este plazo se comprometían a construir una cancha y a conseguir socios para evitar la desafiliación.
Otorgado el plazo por parte de la AFA, comenzó el trabajo que culminó con la formación del Deportivo Merlo. Como primera medida fueron a ver al Intendente de Merlo el Sr. Luis Monetti para que cediera un espacio para construir la cancha, quien accedió con la única condición de que el equipo representara al partido de Merlo.
Sin perder más tiempo, ese mismo día los hinchas sacaron los pocos bancos y arbolitos que había en lo que hasta ese día era una plaza y comenzaron con la construcción del estadio. La reunión donde quedó formada la primera comisión directiva fue en la casa de Raúl de León, en la calle Pitágoras 1121, Parque San Martín, Merlo.Se decide nombrar presidente al Dr. Maradona, y el resto de la Comisión Directiva queda conformada por Abella, De Arma, Celia, los hermanos Ianussi, Héctor González, Gregorio Di Benedetto, Vito Agosta, Héctor Francisco Pérez. Entre las primeras medidas se nombra a Raúl De León como director técnico del equipo de fútbol.
Una vez formada la comisión se comienza a utilizar el negocio del Sr. Celia para las reuniones, la "Zapatería ESTER". Para comenzar a recaudar fondos, Raúl de León, gracias a sus contactos con gente allegada a varios clubes de la Primera División del Fútbol Argentino, organiza un partido amistoso con el Club Atlético Vélez Sarsfield, reciente campeón.
Con el transcurso del tiempo, se comenzó a levantar el estadio. Para solventar los gastos, se organizaban bailes y asados. Finalmente, en 1969 Deportivo Merlo comienza a jugar en su cancha.
El Predio "El Remanso" se encuentra en la calle Balbastro 2201 en el Parque San Martín de Merlo. Fue adquirido durante la presidencia del Sr. Nilo Turati en el año 1974. Para adquirir este predio, que es el orgullo de esta institución, varios socios e hinchas hipotecaron sus propias casas como garantía. Ellos fueron: Nilo Turati, Héctor González, Antonio Di Benedetto, Gregorio Di Benedetto, Antonio Florentino, Héctor Francisco Pérez, "Tito" Cordero, entre otros.

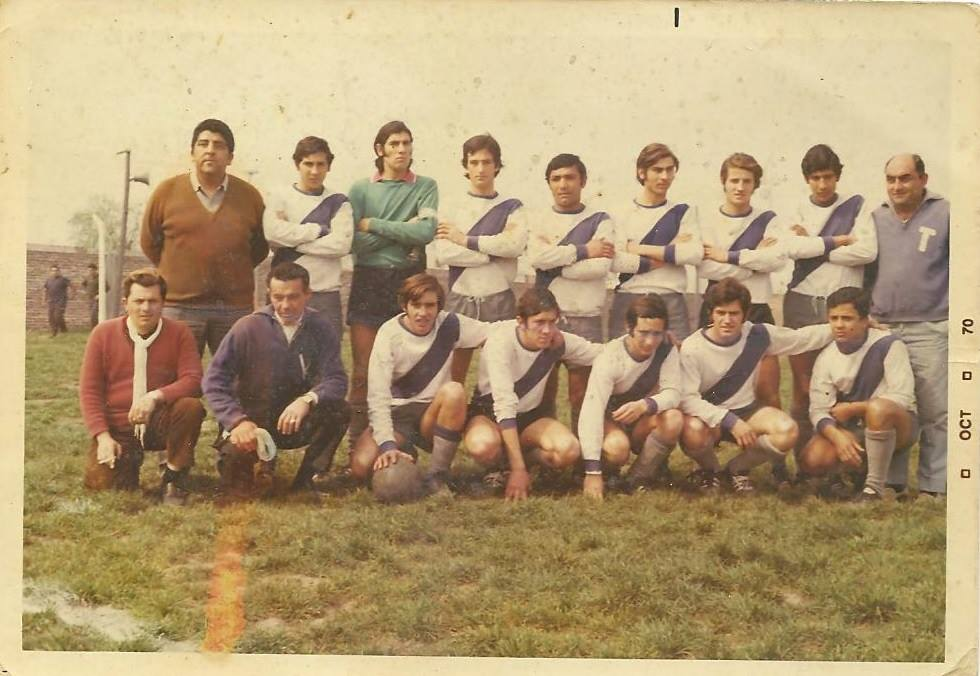
Equipo de Deportivo Merlo del año 1970.

Cabe mencionar que en 1977 y 1978 el equipo fue dirigido por el "charro" Moreno en la divisional C. Moreno murió en Merlo el 26 de agosto de 1978 y en su honor el estadio fue bautizado con su nombre y el equipo comenzó a conocerse como "los charros". Por el mismo motivo y debido al gran sombrero y los grandes bigotes asociados al charro mexicano, el equipo adoptó a Sam Bigotes, uno de los personajes de los Looney Tunes, como su mascota. En el año 1991 el club estuvo a punto de quebrar por inoperancia del presidente Díaz, pero en esos momentos el mandato duraba un año por lo que, pudo reflotar al año siguiente. 
Su camiseta es blanca con una franja en diagonal azul, dirigidos por Carlos Guillén obtuvo su primer ascenso a la "C" en 1975 luego de ganar un reducido, en el Apertura '86 subió a la "B" debido a una reestructuración, en el 99/00 ganó el reducido ascendiendo a la "B" y la temporada 2005/06 ganó el campeonato de la "C", retornando luego de cuatro años a la "B" Metropolitana.
En la temporada 2008/09 Deportivo Merlo logra jugar el torneo reducido por un lugar en la promoción para tratar de ascender a la B Nacional, torneo que ganó luego de dejar en el camino a Colegiales, Deportivo Morón y a Defensores de Belgrano y pudo disputar dicha promoción frente a Los Andes donde ganó 1-0 el partido de ida y 1-0 el de vuelta por lo cual logra jugar primera vez en su historia jugar en la B Nacional.
En 2012 llegó a la instancia de semifinales de la Copa Argentina, en la que cayó vencido por Boca Juniors por 5 a 4 en la tanda de penales tras haber empatado en los 90 minutos por 1 a 1. Para llegar a esa instancia había eliminado a Guaymallen de Mendoza (victoria 2-0), Estudiantes de la Plata (5-4 por penales tras empatar 0-0), al Club Atlético Sarmiento de Junín (superándolo por 2-1) y al Club Atlético Tigre (ganándole por 2-1).
En la temporada 2012/13 descendió a la B Metropolitana del fútbol Argentino por promedio general.
Con sus nuevas autoridades y tras una aceptable primera campaña en su regreso a la Primera B, el club cayó nuevamente en graves problemas económicos al no poder cumplir sus obligaciones con los planteles profesionales de fútbol, lo que derivó en varias inhibiciones y no poder incorporar jugadores. En el comienzo de la temporada 2015 una nueva pésima campaña preocupaba al club, y además del descuento de 6 puntos impuesto por FIFA, concluyeron con un nuevo descenso del Charro a la Primera C en el 2016. En la temporada 2016-17 con el Ogro Cristian Fabbiani como fichaje estrella disputó las semifinales contra Defensores Unidos en la que cayó con un global de 2-1 (0-0 en la ida en el Parque San Martín y 2-1 en la vuelta en Zárate) En las temporadas 2017/18 y 2018/19 de la Primera C quedaron eliminados en los cuartos de final del reducido por el segundo ascenso. El 31 de enero de 2021 ascendió a la Primera B tras 5 años en la C ganándole a Sportivo Dock Sud por 2 a 1 en el Estadio de Independiente por la final del segundo ascenso. 
Jugadores Destacados
Orlando Iwanski, ex Deportivo Morón
Cristian Fabbiani, ex River Plate, Lanús y Newell's Old Boys
Federico Maraschi, ex Almirante Brown
Ramiro López, ex Arsenal y Deportivo Morón
Alfredo Quinteros, ex River Plate, Emelec y Santiago Wanderers
Gustavo Blanco Leschuk, ex Arsenal
Gastón Díaz, ex Tigre
Roberto Floris, ex Vélez Sarsfield
Juan Zuleta, ex Defensa y Justicia
Nahuel Yeri, ex Banfield y Aldosivi
Franco Armani, actual jugador de River Plate y la Selección Argentina
Clemente Rodríguez, exjugador de Boca Juniors
Antonio "Chipi" Barijho, exjugador de Boca Juniors
Javier Páez, exjugador de independiente
DTs.: Norberto D'Angelo: campeón de la Primera D con Sacachispas, como jugador: Boca, Racing, Lanús, Banfield, Talleres R. E., Loma Negra.

### Cambios de nombre
| Año  | Nombre                        |
| ---- | ----------------------------- |
| 1954 | Club Atlético 9 de Julio      |
| 1968 | Club Social y Deportivo Merlo |

## Presidentes

### Comisión directiva
- Presidente:
  -  Guillermo Daniel Gutiérrez

- Vicepresidentes:
  -  Marcelo Andrés Breccia
  -  Miguel Ángel Camarata

- Secretario:
  -  Carlos Daniel Morante

- Pro-secretario:
  -  Lucas Paparatto

- Tesorero:
  -  Nicolás Sánchez

- Pro-tesorero:
  -  Guillermo Daniel Gutiérrez

- Secretario de actas:
  -  Daniel Eduardo Fernández

- Vocales titulares:
  -  Juan Carlos Coutinho
  -  Horacio Fabio Barragán
  -  Federico Alberto
  -  Rubén Palavecino
  -  Gabriel Adrián Bressan
  -  Jorge Alberto Cianciaruso

- Vocales suplentes:
  -  Jorge Cianciaruso
  -  José Luis Smok
  -  Miguel Ángel Iuorio
  -  Fabián Fiorino

- Revisor de cuentas:
  -  Guillermo Gemignani
  -  Juan Carlos Coutinho
  -  Hugo Rugeri

- Representantes en AFA:
  -  José Luis Coutinho
  -  Marcelo Breccia

- Representantes en AFA Juveniles:
  -  Andrés Prieto

- Presidente del Departamento de Fútbol:
  -  Fabio Barragán

- Presidente del Fútbol Infanto Juvenil:

- Coordinador del Fútbol Infanto Juvenil:
  -  Andrés Bevilaqua

- Intendente del Estadio:
  -  Juan Carlos Coutinho

- Mantenimiento del Campo de Juego:
  -  Juan Ramón Cabral

- Intendente de El Remanso:
  -  Guillermo Gutiérrez
  -  Álvaro Giménez

- Departamento de Publicidades:
  -  Horacio Fabio Barragán

- Departamento de Ceremonial:
  -  Jorge Cianciaruso
  -  Jorge Rugeri
  -  Ornella Pérez Lugones

- Departamento de Socios:
  -  Guillermo Gutiérrez

- Departamento de Prensa y Difusión:
  -  Néstor Rubén Suárez

## Estadio

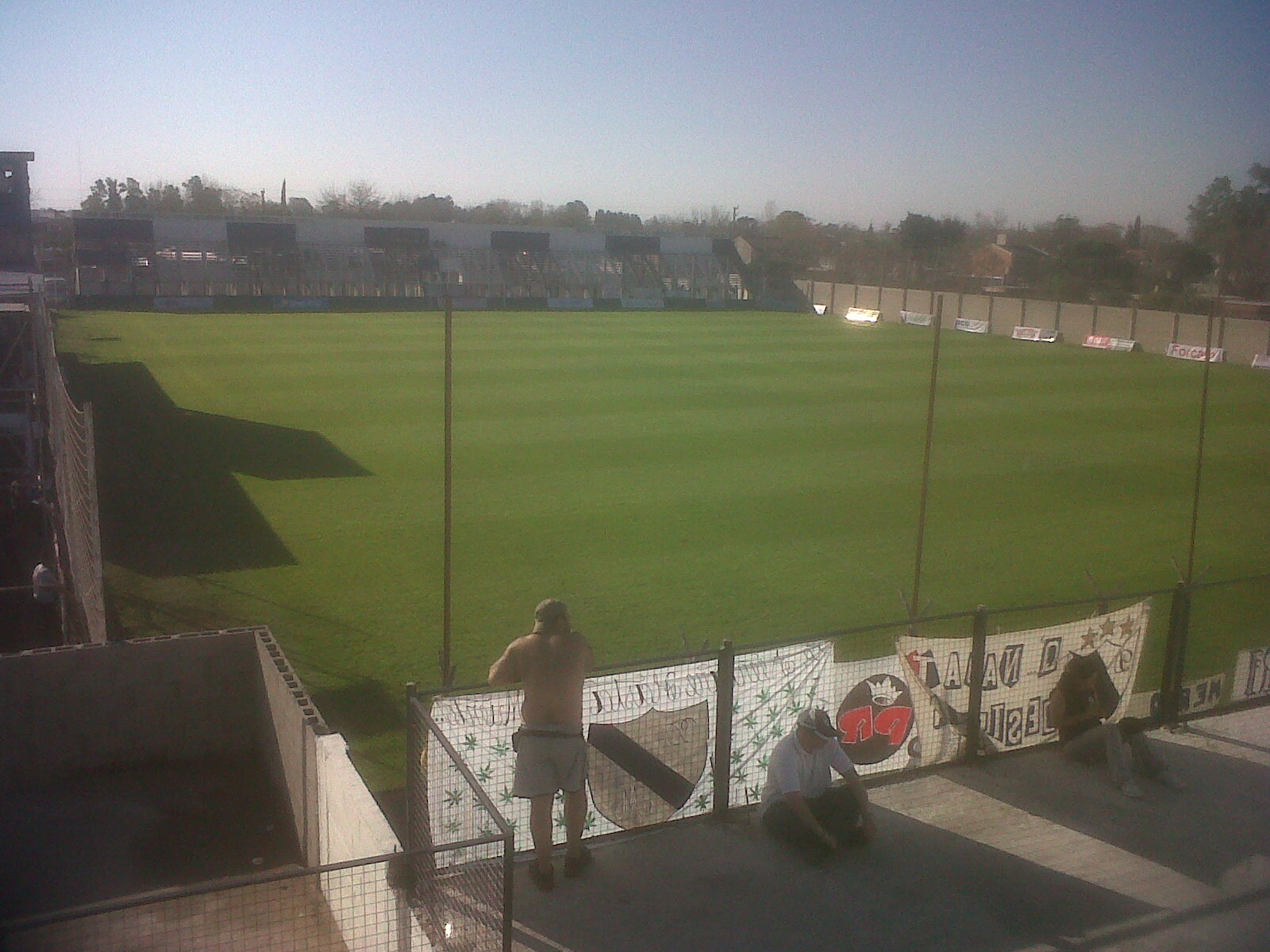
Vista del José Manuel Moreno desde la popular adicional local.

El Estadio "José Manuel Moreno", se encuentra entre las calles Ingeniero Huergo y Ramallo, en el barrio Los Vascos de la ciudad Parque San Martín y cuenta con una capacidad de 12.000 espectadores.
El estadio comenzó con un alambrado perimetral. Los vestuarios se encontraban atrás de lo que hoy es la tribuna visitante.(Vito Agosta), Al construirse los nuevos vestuarios, se construyeron dos cabinas de transmisión arriba de estos. La primera tribuna se construyó con motivo del ascenso a 1 °C en el año 1976. Esta tribuna cubría todo el lateral que da espaldas a la calle Huergo. Luego se levantó la tribuna visitante de madera. Posteriormente se construyó la platea, luego la tribuna local de madera. Finalmente se amplió la tribuna visitante construyéndola de cemento como se encuentra actualmente, con la capacidad para  3.000 personas.
En el año 2000, un grupo de socios construyó las actuales cabinas de transmisión. Y por último la tribuna local también de cemento.
Su primera sede funcionó en la carnicería "Mercadito Claudio", propiedad de Héctor Francisco Pérez, en la esquina de Aristóbulo del Valle y Remedios de Escalada, Parque San Martín. La Esquina "La Carpa" lleva ese nombre porque en la década del '50 un grupo de inmigrantes holandeses se instalaron en esta esquina (Aristóbulo del Valle y Remedios de Escalada).
Durante el transcurso de la temporada 2012-2013, en el Torneo Nacional B frente a Independiente de Mendoza, se inaugura la tribuna popular local, obra comenzada por la empresa gerenciadora WSM y culminada por la Comisión Directiva, con capacidad para 6.000 personas.
Hoy en día se siguen mejorando las instalaciones, gracias a la ayuda de socios e hinchas, por intermedio de la Agrupación Pintado Azul y Blanco y la Subcomisión del Hincha. Entre las mejoras, se han mejorado accesos, se ha pintado las instalaciones, se resembró el campo de juego y reparo diversas áreas del estadio.

## Uniforme
- Camiseta oficial: Camiseta blanca con una franja azul, pantalón blanco, medias blanca.
- Camiseta alternativa: Camiseta granate con líneas verticales blancas, pantalón azul y medias blancas.
- Camiseta internativa: Camiseta azul con una franja blanca, pantalón azul y medias blancas.

|  | 1954-1968 | 1968-presente |

### Indumentaria y patrocinador
| Período       | Proveedor   |
| ------------- | ----------- |
| 1980-1984     | Adidas      |
| 1985-1988     | Fulvence    |
| 1988-1989     | Olan        |
| 1989-1990     | Sport 2000  |
| 1990-1991     | Taiyo       |
| 1991-1992     | Belli Sport |
| 1992-1994     | Olympique   |
| 1994-1998     | Sportlandia |
| 1998-2002     | Sport 2000  |
| 2002          | Don Balón   |
| 2003          | Lotto       |
| 2003-2004     | Axel Sports |
| 2004-2006     | Dana        |
| 2007-2009     | Erreà       |
| 2010-2011     | Reusch      |
| 2011          | Sport Lyon  |
| 2011-2012     | Lotto       |
| 2012-2013     | Sport Lyon  |
| 2013-presente | Sport 2000  |

| Período       | Proveedor                                                           |
| ------------- | ------------------------------------------------------------------- |
| 1982-1984     | Carnicería Cóndor                                                   |
| 1985-1988     | Fulvence                                                            |
| 1988-1989     | Redonhielo                                                          |
| 1989-1990     | Sport 2000                                                          |
| 1990-1991     | Jugos Cabalgata                                                     |
| 1991-1992     | Fulvence                                                            |
| 1994-1995     | Sportlandia                                                         |
| 1995-1996     | Fresh Water                                                         |
| 1996-1997     | Cablevisión                                                         |
| 1997-1998     | Sportlandia                                                         |
| 1998-1999     | Sive                                                                |
| 1999-2000     | Sam Bigotes                                                         |
| 2000-2001     | Rabe                                                                |
| 2001-2002     | Libermet                                                            |
| 2003          | Dexter Shops                                                        |
| 2003-2004     | Liderar Seguros                                                     |
| 2004-2005     | Bingo Oro Merlo                                                     |
| 2005-2006     | Bingo Merlo/Liderar Seguros/La Casa del Audio                       |
| 2007-2011     | Bingo Merlo                                                         |
| 2011-2013     | Bingo Merlo/CartaSur                                                |
| 2013-2014     | Bingo Merlo/Casa Nadal                                              |
| 2014          | Bingo Merlo/Multiled                                                |
| 2015          | Bingo Merlo/Amupoa/Telerecargas                                     |
| 2016          | Ajec/Secco/Multiled                                                 |
| 2016-2017     | Ajec/Jualvic/Multiled                                               |
| 2017-2018     | Ajec/Polytal/Multiled                                               |
| 2018-2019     | Polytal                                                             |
| 2019          | Polytal/Gasana                                                      |
| 2020-2021     | Calera El Súper/Carnicería La Esperanza/Tarraubella                 |
| 2021-2022     | Calera El Súper/Lara Soluciones Integrales/Los Grises               |
| 2022          | Calera El Súper/Lara Soluciones Integrales/Ética+/Los Grises        |
| 2023          | Calera El Súper/Lara Soluciones Integrales/CartaSur/Los Grises      |
| 2024-presente | Estrucmar/Sindicato Unido de Trabajadores Jardineros/CartaSur/Kadmi |

## Clásicos y rivalidades

### Clásico con Ituzaingó
Uno de los clásicos más añejos del Deportivo Merlo lo disputa con Ituzaingó. Este clásico fue televisado en sus últimas ediciones regulares en Primera C, siendo un hecho destacado para la cuarta categoría del fútbol argentino. En febrero de 2021 Claudio Tapia, presidente de AFA, asistió al clásico para dar el puntapié inicial.

#### Historial
El historial cuenta con 72 partidos, los dos primeros encuentros se produjeron hace 64 años en el torneo de Primera D 1961, cuando Deportivo Merlo se denominaba 9 de Julio. Ituzaingó venció por 3-1 de visitante y 6-0 como local.
Último partido: 1 de julio de 2023.
Ituzaingó 0-Deportivo Merlo 1.
| Partidos jugados | Ganados por Merlo | Empates | Ganados por Ituzaingó |
| ---------------- | ----------------- | ------- | --------------------- |
| 72               | 19                | 26      | 27                    |

Clasico con Argentino de Merlo
| Partidos jugados | Ganados por Merlo | Empates | Ganados por Argentino (M) |
| ---------------- | ----------------- | ------- | ------------------------- |
| 26               | 13                | 7       | 6                         |

### Rivalidades
También tiene fuertes rivalidades con Ferrocarril Midland, Argentino de Merlo, Deportivo Morón y Deportivo Laferrere por cuestiones geográficas.

## Jugadores

### Mercado de pases 2025
- Actualizado el 17 de julio de 2025

#### Altas
| Jugador           | Posición  | Procedencia                   | Tipo   |        |        |        |
| Verano            | Verano    | Verano                        | Verano | Verano | Verano | Verano |
| ----------------- | --------- | ----------------------------- | ------ | ------ | ------ | ------ |
| Claudio Curima    | Defensor  | Atenas de Río Cuarto          | Libre. |        |        |        |
| Iván Gauna        | Defensor  | Villa Dálmine                 | Libre. |        |        |        |
| Santiago Pérez    | Defensor  | San Martín de Burzaco         | Libre. |        |        |        |
| Agustín Polito    | Defensor  | Leandro N. Alem               | Libre. |        |        |        |
| Sebastián Benega  | Volante   | Talleres (RdE)                | Libre. |        |        |        |
| Marcos Méndez     | Volante   | Dubai City                    | Libre. |        |        |        |
| Alexander Meza    | Volante   | Sportivo Barracas             | Libre. |        |        |        |
| Federico González | Delantero | Deportivo Español             | Libre. |        |        |        |
| Elías Lieve       | Delantero | Huracán de Comodoro Rivadavia | Libre. |        |        |        |
| Hernán Apolo Rapp | Delantero | Justo José de Urquiza         | Libre. |        |        |        |
| Nadir Zeineddin   | Delantero | Defensores de Belgrano        | Libre. |        |        |        |
| Invierno          |           |                               |        |        |        |        |
| Bandera de ?      |           | Bandera de ?                  |        |        |        |        |

#### Bajas
| Jugador           | Posición  | Destino                            | Tipo                   |        |        |        |
| Verano            | Verano    | Verano                             | Verano                 | Verano | Verano | Verano |
| ----------------- | --------- | ---------------------------------- | ---------------------- | ------ | ------ | ------ |
| Sebastián Brandán | Arquero   | Mercedes                           | Fin de contrato.       |        |        |        |
| Martín Ríos       | Arquero   | Retiro de la actividad profesional | Fin de contrato.       |        |        |        |
| Lucas Chaparro    | Defensor  | Dock Sud                           | Fin de contrato.       |        |        |        |
| Franco Lorenzón   | Defensor  | San Lorenzo de Almagro             | Fin de préstamo.       |        |        |        |
| Mariano Penepil   | Defensor  | Ferro                              | Fin de préstamo.       |        |        |        |
| Lorenzo Monti     | Volante   | Temperley                          | Fin de contrato.       |        |        |        |
| Mauro Pajón       | Volante   | Retiro de la actividad profesional | Fin de contrato.       |        |        |        |
| Gonzalo Sarsotto  | Volante   | Bandera de ?                       | Fin de contrato.       |        |        |        |
| Nicolás Serrano   | Volante   | Centro Español                     | Rescisión de contrato. |        |        |        |
| Valentín Umeres   | Volante   | Puerto Nuevo                       | Fin de contrato.       |        |        |        |
| Ian Díaz          | Delantero | Platense                           | Fin de préstamo.       |        |        |        |
| Joan Manuel Gaona | Delantero | Bandera de ?                       | Fin de contrato.       |        |        |        |
| Miqueas González  | Delantero | All Boys                           | Fin de préstamo.       |        |        |        |
| Rodrigo Sánchez   | Delantero | Leandro N. Alem                    | Fin de contrato.       |        |        |        |
| Invierno          |           |                                    |                        |        |        |        |
| Claudio Curima    | Defensor  | Bandera de ?                       | Rescisión de contrato. |        |        |        |
| Eduardo Méndez    | Defensor  | Bandera de ?                       | Rescisión de contrato. |        |        |        |
| Tomás Bernal      | Volante   | Barracas Central                   | Fin de préstamo.       |        |        |        |

## Datos del club

### Trayectoria
Actualizado hasta la temporada 2024 inclusive.
Total de temporadas en AFA: 71.
 Aclaración: Las temporadas no siempre son equivalentes a los años. Se registran cuatro temporadas cortas: 1986, 2014, 2016 y 2020.

- Temporadas en Primera División: 0
- Temporadas en Segunda División: 4
  - en Primera Nacional: 4 (2009/10-2012/13)
- Temporadas en Tercera División: 31
  - en Primera B Metropolitana: 20 (1986/87-1993/94, 2000/01-2001/02, 2006/07-2008/09, 2013/14-2015, 2021-2024)
  - en Primera C: 11 (1976-1986)
- Temporadas en Cuarta División: 36
  - en Primera C: 16 (1994/95-1999/00, 2002/03-2005/06, 2016-2020)
  - en Primera D: 20 (1956-1975)

## Palmarés

### Torneos Municipales
- Copa Pueblo De Merlo (2): 2016/17, 2017/18

### Torneos nacionales
- Primera C (2): 1999/00, 2005/06

### Torneos Internacionales amistosos
- Copa Carlos Gardel (1): 2010.

### Otros logros
- Ascenso a Primera B por Torneo Reducido (1): 2021
- Ascenso a Primera "B" Nacional por Torneo Reducido (1): 2009
- Ascenso a Primera B por reestructuración (1): 1986
- Ascenso a Primera C por Torneo Reducido (1): 1975
- Semifinalista de la Copa Argentina 2011/12

## Goleadas

### A favor
- En Nacional B: 4-1 Independiente Rivadavia en 2011
- En Primera B: 5-0 All Boys en 1987
- En Primera B: 5-0 Almagro en 1990
- En Primera C: 9-0 Villa San Carlos en 1994
- En Primera C: 4-1 Midland en 1999
- En Primera C: 7-1 Deportivo Paraguayo en 2000
- En Primera C: 7-1 Barracas Central en 2005
- En Primera C: 4-1 Midland en 2016
- En Primera D: 8-2 Defensores de Corrientes en 1968
- En Primera D: 7-1 Defensores de Corrientes en 1968
- En Primera D: 8-1 Juventud Unida en 1969
- En Primera D: 8-0 Atlas en 1973
- En Primera D: 7-0 Palermo en 1973
- En Primera D: 7-0 Leandro N. Alem en 1975
- En Primera D: 6-1 Defensores de Almagro en 1975

### En contra
- En Nacional B: 2-6 vs. Almirante Brown en 2012
- En Primera B: 1-8 vs. Deportivo Armenio en 2002
- En Primera C: 0-6 vs. Ituzaingó en 1997
- En Primera C: 1-6 vs Deportivo Armenio en 1976
- En Primera D: 0-15 vs. Sportivo Palermo en 1956

## Partidos históricos

### Copa Argentina 2011/12
- 16.vos de Final: Deportivo Merlo 0 (5) - 0 (4) Estudiantes de La Plata

- 8.vos de Final: Deportivo Merlo 2  - 1 Club Atlético Tigre

- Semifinales: Deportivo Merlo 1 (4) - 1 (5) Boca Juniors

### Copa Carlos Gardel
- Deportivo Merlo 2 - 0  Tacuarembó
- Deportivo Merlo 0 (4) - 0 (2)  Nacional

### Primera B Nacional
- Deportivo Merlo 0 - 0 River Plate.
- Deportivo Merlo 1 - 0 Rosario Central
- River Plate 3 - 0 Deportivo Merlo
- Deportivo Merlo 2 - 1 Huracán
- Deportivo Merlo 0 - 2 Banfield
- Deportivo Merlo 1 - 1 Gimnasia y Esgrima La Plata

### Primera C 1981
- Lanús 2 - 6 Deportivo Merlo.

### Amistosos
- Deportivo Merlo 1 - 1 Atlético Nacional.

- Deportivo Merlo 2 - 3 Racing Club.